# Тундикхел
Тундикхел (непальск. टुँडिखेल) или Тинкия  — покрытое травой поле в центральной части столицы Непала — Катманду.
Поле используется как место проведения военных парадов, конных соревнований и религиозных фестивалей. В прошлом на Тундикхеле оглашались указы и постановления правительства. В годы Первой и Второй мировых войн поле было местом сбора солдат гуркхов, отправлявшихся на театр военных действий.
Тундикхел имеет прямоугольную форму вытянутую с севера на юг, длина поля — около 800 метров, ширина — около 300 метров. Изначально поле имело вдвое большую площадь, но городская застройка сократила его размеры.
Одно из первых упоминаний о Тундикхел встречается в записях иезуитского миссионера, итальянца  Ипполито Дезидери, который посетил Катманду в 1721 году на своём пути в Тибет.

## В мифологии
По одной из легенд, на поле Тундикхел был похоронен демон, убитый жителями этих мест. Считается, что демон может восстать и вызвать разрушение города, если ежегодно не будет растоптан копытами лошадей. Поэтому на поле каждый год проводится фестиваль Гходе-Джатра (Праздник Лошади), в программу которого входят парад Непальской армии, выполнение различных трюков верхом и скачки.
Согласно другой популярной в Катманду легенде, на поле живёт великан Гурумапа. Великан, ранее обитавший в лесу и питавшийся людьми, был усмирён и приведён в Катманду. Однако, вскоре Гурумапа снова взялся за старое, стал похищать детей и терроризировать местное население. Чтобы избавиться от великана, жители заключили с ним соглашение — Гурумапа уходит на поле Тундикхел и больше не трогает людей, а они ему за это устраивают ежегодные угощения. С тех пор раз в году для великана на поле выставляют варёный рис и мясо.